# Beuna (Alier)
Beuna (en francès Beaune-d'Allier) és un municipi francès, situat al departament de l'Alier i a la regió d'Alvèrnia-Roine-Alps. L'any 2007 tenia 288 habitants.

## Demografia

### Població
El 2007 la població de fet de Beaune-d'Allier era de 288 persones. Hi havia 128 famílies de les quals 44 eren unipersonals (28 homes vivint sols i 16 dones vivint soles), 32 parelles sense fills, 40 parelles amb fills i 12 famílies monoparentals amb fills.
La població ha evolucionat segons el següent gràfic:
Habitants censats

### Habitatges
El 2007 hi havia 209 habitatges, 127 eren l'habitatge principal de la família, 55 eren segones residències i 27 estaven desocupats. 208 eren cases i 1 era un apartament. Dels 127 habitatges principals, 103 estaven ocupats pels seus propietaris, 20 estaven llogats i ocupats pels llogaters i 4 estaven cedits a títol gratuït; 1 tenia una cambra, 8 en tenien dues, 28 en tenien tres, 35 en tenien quatre i 56 en tenien cinc o més. 94 habitatges disposaven pel capbaix d'una plaça de pàrquing. A 55 habitatges hi havia un automòbil i a 64 n'hi havia dos o més.

### Piràmide de població
La piràmide de població per edats i sexe el 2009 era:
| Homes | Edats   | Dones |
| ----- | ------- | ----- |
| 4     | 95 o +  | 0     |
| 0     | 90 a 94 | 0     |
| 0     | 85 a 89 | 8     |
| 0     | 80 a 84 | 4     |
| 4     | 75 a 79 | 4     |
| 8     | 70 a 74 | 4     |
| 24    | 65 a 69 | 12    |
| 16    | 60 a 64 | 16    |
| 4     | 55 a 59 | 0     |
| 12    | 50 a 54 | 12    |
| 4     | 45 a 49 | 4     |
| 12    | 40 a 44 | 4     |
| 0     | 35 a 39 | 16    |
| 8     | 30 a 34 | 8     |
| 4     | 25 a 29 | 4     |
| 0     | 20 a 24 | 12    |
| 4     | 15 a 19 | 12    |
| 20    | 10 a 14 | 4     |
| 8     | 5 a 9   | 8     |
| 0     | 0 a 4   | 4     |

## Economia
El 2007 la població en edat de treballar era de 181 persones, 137 eren actives i 44 eren inactives. De les 137 persones actives 123 estaven ocupades (72 homes i 51 dones) i 15 estaven aturades (7 homes i 8 dones). De les 44 persones inactives 18 estaven jubilades, 14 estaven estudiant i 12 estaven classificades com a «altres inactius».

### Ingressos
El 2009 a Beaune-d'Allier hi havia 125 unitats fiscals que integraven 290 persones, la mediana anual d'ingressos fiscals per persona era de 14.488 €.

### Activitats econòmiques
Dels 9 establiments que hi havia el 2007, 1 era d'una empresa de fabricació d'altres productes industrials, 2 d'empreses de comerç i reparació d'automòbils, 1 d'una empresa de transport, 2 d'empreses d'hostatgeria i restauració, 1 d'una empresa financera, 1 d'una empresa de serveis i 1 d'una entitat de l'administració pública.
Dels 3 establiments de servei als particulars que hi havia el 2009, 1 era un taller de reparació d'automòbils i de material agrícola i 2 restaurants.
L'any 2000 a Beaune-d'Allier hi havia 28 explotacions agrícoles que ocupaven un total de 1.710 hectàrees.

## Equipaments sanitaris i escolars
El 2009 hi havia una escola elemental integrada dins d'un grup escolar amb les comunes properes formant una escola dispersa.

## Poblacions més properes
El següent diagrama mostra les poblacions més properes.